# Redmi Note 12
El Redmi Note 12 es una línea de teléfonos inteligentes basados en Android que forma parte de la serie Redmi Note de Redmi, una submarca de Xiaomi Inc.

## Historia
Los Redmi Note 12 5G, 12 Pro 5G, 12 Pro+ y 12 Discovery se anunciaron el 27 de octubre de 2022.
El Redmi Note 12 Pro Speed se anunció más tarde, el 27 de diciembre de 2022.
En la India, el Redmi Note 12 5G, el 12 Pro 5G y el 12 Pro+ se anunciaron el 5 de enero de 2023. El Redmi Note 12 5G Global comparado con la versión china tiene una mejor configuración de cámara, menos variaciones de memoria, soporte para microSD y una opción de color verde que sustituye al blanco.
El 2 de febrero de 2023 POCO anunció el Poco X5 y el Poco X5 Pro, donde Poco X5 es el Redmi Note 12 5G con un diseño ligeramente cambiado, CPU más potente y altavoces estéreo, y Poco X5 Pro es una versión global del Redmi Note 12 Pro Speed con color amarillo en lugar del verde del modelo Redmi.
El 3 de marzo de 2023 se anunció el Redmi Note 12 Pro, que tiene especificaciones combinadas de Redmi Note 10 Pro y Redmi Note 11 Pro. Además, el 6 de marzo Redmi anunció el Redmi Note 12S con pequeñas diferencias respecto a su predecesor, como el diseño de la parte trasera, la ausencia de sensor de profundidad y un software más reciente.
El 28 de marzo de 2023, se anunció el Redmi Note 12 Turbo que es el primer teléfono inteligente con Qualcomm Snapdragon 7+ Gen 2.[16] Más tarde fue lanzado en el mercado global como Poco F5. Later it was released on the global market as Poco F5.
El 29 de mayo de 2023, se anunció el Redmi Note 12T Pro, que cuenta con una CPU más potente y un diseño de la protuberancia de la cámara ligeramente cambiado en comparación con su predecesor.
El Redmi Note 12 Pro+ cuenta con un sensor Samsung HPX de 200MP, una velocidad de carga de 120 vatios y un Mediatek Diemensity 1080. También cuenta con una batería de 4980mAh (LiPo). Otras características incluyen resistencia al polvo y al agua IP 53, conector para auriculares, IR Blaster, soporte Dolby Vision y Atmos y altavoces estéreo duales.

## Diseño

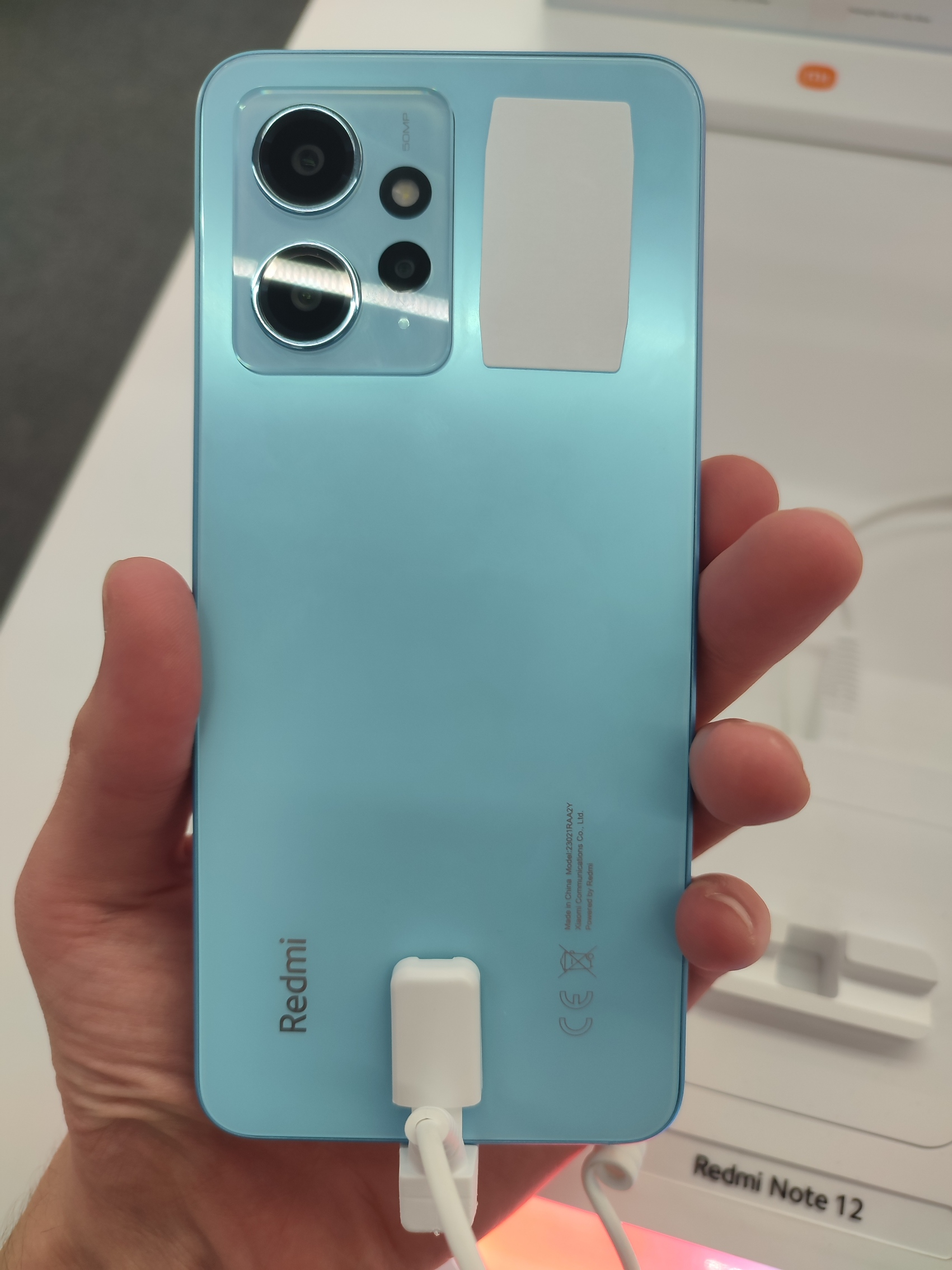
La parte trasera del Redmi Note 12 en color Ice Blue.

Los Redmi Note 12 y Note 12 5G/12R Pro, y Poco X5 tienen un frontal de Gorilla Glass 3, mientras que los otros modelos tienen un frontal de Gorilla Glass 5. Las partes traseras del Redmi Note 12, Note 12 5G, Note 12 Velocidad/Poco X5 Pro, Note 12 Turbo/Poco F5 están hechas de policarbonato, pero Redmi para el Note 12 Pro, Note 12 Pro 5G, Note 12 Pro+, y Note 12 Discovery tienen la parte trasera de cristal. El marco plano de todos los modelos es de policarbonato.
El diseño de la isla de la cámara de la mayoría de los modelos de la serie Redmi Note 12 y del Poco X5 Pro es similar al del Redmi Note 11T Pro. Por otro lado, el diseño de la isla de la cámara del Redmi Note 12 es más similar al del Motorola Edge 40 Pro.
En el lado inferior del Redmi Note 12, Note 12 5G/12R Pro y Poco X5 hay un puerto USB-C, un altavoz y un micrófono. En el lado superior hay un micrófono adicional, un blaster IR y un conector de audio de 3,5 mm. A la izquierda hay una bandeja SIM dual en la versión china de Note 12 5G y Note 12R Pro y una bandeja SIM dual híbrida en Redmi Note 12 y en la versión global de Note 12 5G. En el lado derecho hay un control de volumen y un botón de encendido con un escáner de huellas dactilares montado.

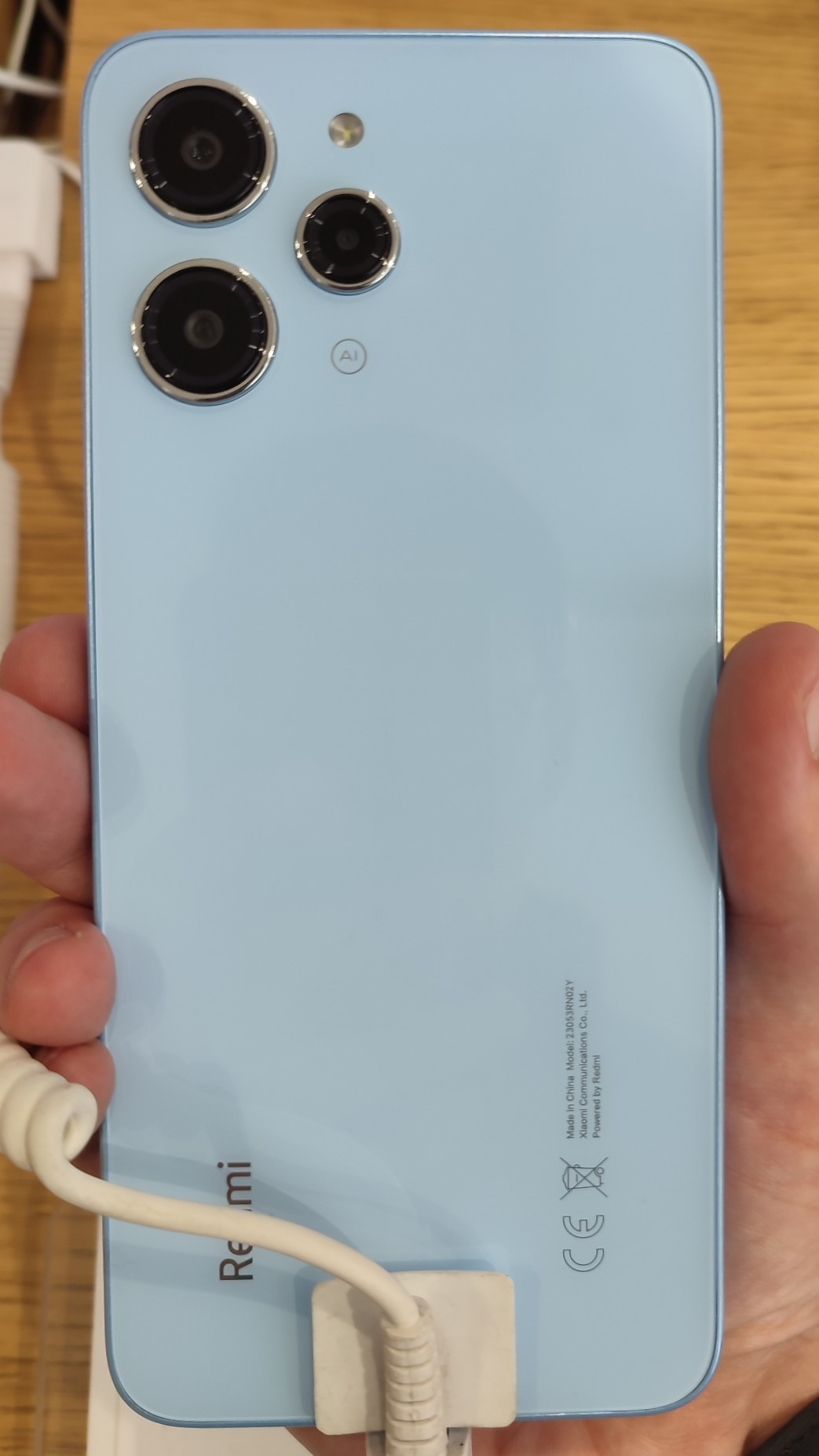
Redmi 12 (versión sencilla)

En otros modelos, en la parte inferior, hay un puerto USB-C, un altavoz, un micrófono y una bandeja SIM dual. En la parte superior, hay un conector de audio analógico de 3,5 mm, un micrófono adicional, un emisor de infrarrojos y un segundo altavoz. En el lado derecho hay un control de volumen y un botón de encendido con un lector de huellas dactilares.
Los Redmi Note 12 son distintos al modelo Redmi 12 (versión simple, en la imagen), con el cual comparten ciertos detalles, pero también poseen grandes diferencias, sobre todo en su tamaño, rendimiento y calidad fotográfica. Es interesante el hecho de que, en lo que concierne al precio, las diferencias no son tan notorias, pues se venden por precios similares en la mayor parte de países.

## Especificaciones

### Hardware

#### Plataforma
La versión base del Redmi Note 12 utiliza el Qualcomm Snapdragon 685, mientras que el Redmi Note 12 5G/12R Pro utiliza el procesador Snapdragon 4 Gen 1 con soporte para 5G. El Redmi Note 12 Pro ofrece el procesador Qualcomm Snapdragon 732G en su variante 4G y el MediaTek Dimensity 1080 en sus variantes 5G y Pro+.

### Batería
La mayoría de los teléfonos inteligentes de la serie Redmi Note 12, Poco X5 y Poco F5 están utilizando baterías no extraíbles con una capacidad de 5000 mAh. Sólo Redmi Note 12T Pro utiliza una batería con una capacidad de 5080 mAh. Redmi Note 12, Note 12 5G/12R Pro, Note 12S y Poco X5 tienen soporte de carga rápida de 33W, Redmi Note 12 Pro, Note 12 Pro 5G, Note 12 Pro Speed/Poco X5 Pro, Note 12 Turbo/Poco F5, y Note 12T Pro tienen soporte de carga rápida de 67W, Note 12 Pro+ soporte de carga rápida de 120W y Note 12 Discovery tiene soporte de carga rápida de 210W. 
Por otro lado, los Redmi Note no cuentan aun con carga inalámbrica.